# Ленинский (Медвёдовское сельское поселение)
Ленинский — хутор в Тимашёвском районе Краснодарского края России.
Входит в состав Медвёдовского сельского поселения.

## Население
| 2002 | 2010 |
| ---- | ---- |
| 746  | ↘665 |

## Уличная сеть
| - Восточная улица - Заречная улица - Звёздная улица - Клубная улица - Космонавтов, улица - Красная улица - Кубанская улица - Ленина улица - Луговая улица - Молодёжная улица | - Набережная улица - Пионерская улица - Продольная улица - Светлая улица - Советская улица - Солнечная улица - Солнечный переулок - Центральная улица - Центральный переулок - Южный переулок. |